# Maria Komnena (Porfirogenetka)
Maria Komnena (gr. Μαρία Κομνηνή, ur. 1152, zm. 1182) – bizantyńska księżniczka. 

## Życiorys
Była córką Manuela I Komnena i Berty von Sulzbach. W lutym 1180 roku poślubiła w Konstantynopolu Rajniera z Montferratu, syna Wilhelma V, markiza Montferratu. 